# Lčovice
Lčovice település Csehországban, a Prachaticei járásban. Lčovice Bošice, Čkyně, Zálezly, Malenice, Volyně, Čestice (Strakonicei járás) és Nišovice településekkel határos. Lakosainak száma 139 fő (2024. január 1.).

## Népesség
A település lakosságának változását az alábbi diagram mutatja:
| Lakosok száma | 407  | 362  | 386  | 261  | 187  | 143  | 143  | 148  | 133  | 139  |
|               | 1869 | 1900 | 1921 | 1961 | 1980 | 2011 | 2016 | 2019 | 2021 | 2024 |